# آلخاندرو گوتی‌یرس دل باریو
آلخاندرو گوتی‌یرس دل باریو (اسپانیایی: Alejandro Gutiérrez del Barrio‎؛ ۲ فوریهٔ ۱۸۹۵ – ۱۵ سپتامبر ۱۹۵۴) موسیقی‌دان، آهنگساز و رهبر ارکستر اهل اسپانیا بود.
از فیلم‌ها یا مجموعه‌های تلویزیونی که وی در آن‌ها نقش داشته‌است، می‌توان به قصه یک جوان فقیر اشاره نمود.